# Balneario de Fuente Amargosa en Tolox
El balneario de Tolox, también conocido como balneario de Fuente Amargosa, se encuentra en Tolox (Málaga) España. En el corazón de la Sierra de las Nieves, a 360 metros de altitud.

## Clima
Excelente clima de montaña, clima malagueño mejorado por una moderada altitud, con escaso grado de humedad y protección montañosa a toda clase de vientos.
Una atmósfera pura y poco contaminada, el balneario se encuentra enclavado en el Parque Nacional Sierra de las Nieves, rodeado de arboleda y refrescado el ambiente por la corriente de agua de fuente amargosa, hace de éste uno de los aires menos contaminados de la provincia de Málaga.

## Características
Este balneario es uno de los pocos de Europa donde en vez de tomar baños se realiza inhalación de gases, ya sean naturales o bálsamicos, y cuyo fin es el servir como terapia para personas con problemas respiratorios, problemas de riñón o problemas en las vías urinarias tales como asma bronquial, bronquitis crónica, rinitis, sinusitis, faringitis, catarros, enfisema, bronquiectasias, toses rebeldes, cistitis o cálculos renales.
Este balneario es el único en España especializado exclusivamente en aparato respiratorio, ya que sus aguas desprenden gas que se toma en inhalación.
El balneario está situado a corta distancia del pueblo de Tolox al pie de la Sierra de las Nieves a 55 kilómetros al oeste de la ciudad de Málaga, 42 kilómetros de Marbella y 54 kilómetros de Ronda siendo en muchos aspectos único en el mundo.
Las montañas que le rodean forman un laberinto anfiteatro, orientado al este, que le protege de los vientos y proporciona un saludable microclima.

## Historia
En Tolox, lugar donde se ubica el balneario, sus habitantes conocían los efectos que estas aguas proporcionaban a la salud, tomándolas como medio curativo. Las aguas recibían el nombre de amargosas dado su peculiar sabor.
José García Rey, un farmacéutico de Tolox, fue quien propulsó un estudio de dichas aguas, para aprovechar al máximo sus cualidades curativas. En sus estudios clasificó las aguas en aguas alcalino-bromuradas, amónico-sulfuradas, crenato-ferromagnesianas. Dicho manantial fue descubierto en 1867 y bautizado como fuente amargosa en honor al nombre que antiguamente le daban los toloxeños a las aguas. Tres años después fue inaugurado el balneario de fuente amargosa de Tolox. 
Este balneario, fue inaugurado en 1869, y debido a una gran riada que tuvo lugar en 1906, fue reedificado por D. Manuel del Río. Se beneficia además por su localización, dado que está situado en un privilegiado lugar, que pertenece a la Serranía de Ronda, denominado Sierra de las Nieves, y cerca del pinsapar. 
Ha sido visitado a lo largo de su historia por célebres personajes tales como políticos o toreros. 
Este balneario suele estar abierto desde el mes de mayo hasta el mes de octubre aproximadamente, para todas esas personas que necesitan de sus inhalaciones. Es muy visitado por muchos habitantes tanto residentes de los pueblos cercanos como extranjeros que se limitan a pasar sus vacaciones allí.
Las aguas de este balneario son transparentes, incoloras e inodoras, con un sabor algo ácido. Estas contienen, fundamentalmente partículas de nitrógeno o azoe que se desprenden en forma de burbujas. En ellas, se pueden encontrar iones de bicarbonato, magnesio, cloruro, sodio y carbonato; y es por ello, por lo que es de débil mineralización. Otras de sus características son: blanda e hipotermal. Fueron proclamadas como aguas de utilidad pública en 1871.
Debido a la presencia del gas, anteriormente mencionado, los tratamientos en los que este balneario está especializado desde tiempos lejanos son de carácter inhalatorio. Entre estos tratamientos, podemos encontrar 3 tipos: los de vía inhalatoria (como son las inhalaciones), los de vía oral (como es tomar esta agua en bebida), y los de piel (como son los baños en estas aguas.

## Inhalaciones y tratamientos
- INHALACIONES NATURALES: Inhalaciones del gas que emana naturalmente del manantial. Duración máxima del tratamiento, dos veces al día de 25 min de duración.
- INHALACIONES BALSÁMICAS: Inhalaciones del gas natural después de burbujear en un líquido balsámico. Duración del tratamiento, una vez al día de 5-8 min.
- AEROSOLES: Inhalaciones mezclando el gas natural y el vapor de agua. Duración del tratamiento, una vez al día de 5-8 min.
- NEBULIZACIONES: Inhalaciones con gotas de agua. Duración del tratamiento, una vez al día 6 min.
- PULVERIZACIONES: Inhalaciones de partículas gruesas de agua. Duración máxima del tratamiento, 4 min al día.
- DUCHAS NASALES: Circulación del agua por la fosas nasales. El agua entra por un orificio y sale por el otro. Duración de 1-2 min al día.
- BAÑOS OCULARES: Baño del ojo con agua mineral. Duración máxima del tratamiento dos veces al día 3 min.
- CURA DE DIURESIS: Beber el agua mineral min 3 litros al día.
- VAPORARIUM: Nebulización colectiva. Duración 15 min al día.
- DUCHAS: Nebulización corporal. Duración 5 mi al día como máximo.

Estos tratamientos son de 15 días de duración.